# Змієвиська
Змієвиська (пол. Żmijowiska) — розташоване на Закерзонні село в Польщі, у гміні Великі Очі Любачівського повіту Підкарпатського воєводства.
Населення — 167 осіб (2011).

## Історія
У 1890 р. село належало до Яворівського повіту Королівства Галичини та Володимирії Австро-Угорської імперії, у селі було 117 будинків і 606 жителів, з них 487 греко-католиків, 103 римо-католики, 16 юдеїв. Місцева греко-католицька парафія належала до Яворівського деканату Перемишльської єпархії.
У 1939 році в селі проживало 860 мешканців, з них 630 українців-грекокатоликів, 180 українців-римокатоликів, 20 поляків і 30 євреїв. Село входило до ґміни Великі Очі Яворівського повіту Львівського воєводства. Греко-католицька парафія належала до Краковецького деканату Перемишльської єпархії.
Наприкінці вересня 1939 р. село зайняла Червона армія. 27.11.1939 постановою Президії Верховної Ради УРСР село у складі повіту включене до новоутвореної Львівської області, а 17 січня 1940 року — до Краківецького району. В червні 1941, з початком Радянсько-німецької війни, село було окуповане німцями. В липні 1944 року радянські війська оволоділи селом, а в жовтні 1944 року село зі складу Львівської області передано Польщі. Українців добровільно-примусово виселяли в СРСР, але вони чинили спротив у рядах УПА і підпілля ОУН. Решту українців у 1947 р. з метою етноциду депортовано на понімецькі землі.
У 1975-1998 роках село належало до Перемишльського воєводства.

## Церква
У селі знаходиться дерев'яна церква Успіння Пресвятої Богородиці з 1770 р. Після виселення українців церкву було перетворено на склад.

## Демографія
Демографічна структура станом на 31 березня 2011 року:
|          | Загалом | Допрацездатний вік | Працездатний вік | Постпрацездатний вік |
| -------- | ------- | ------------------ | ---------------- | -------------------- |
| Чоловіки | 78      | 17                 | 47               | 14                   |
| Жінки    | 89      | 20                 | 48               | 21                   |
| Разом    | 167     | 37                 | 95               | 35                   |